# Zone de conservation du biotope de Torskerumpa
La zone de conservation du biotope de Torskerumpa  est une réserve naturelle norvégienne qui est située dans le municipalité de Færder, dans le comté de Vestfold.

## Description
Torskerumpa est un récif à Tangekilen, à un peu moins d'un kilomètre au sud du pont de Røssesund. Ces dernières années, seuls les goélands marins, les goélands argentés, les huîtriers pies et les cygnes tuberculés ont niché ici, et seulement en petit nombre. Dans le passé, la mouette rieuse et la sterne pierregarin nichaient également sur le récif.
Objectif de conservation : protéger un îlot important pour les oiseaux marins contre les perturbations pendant la saison de reproduction.

## Galerie

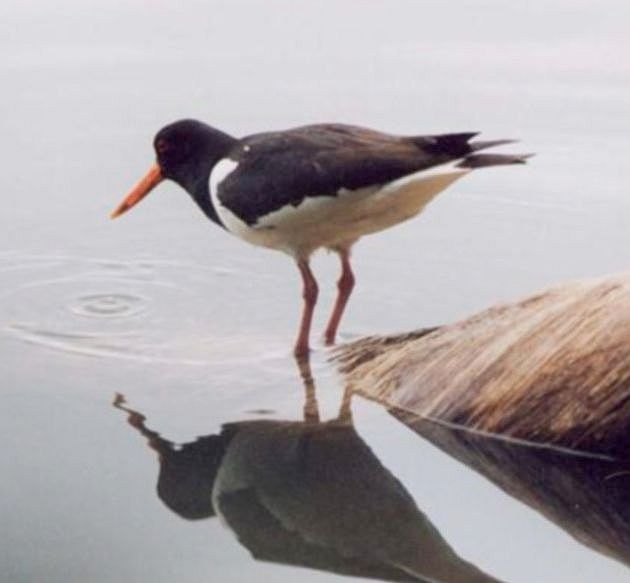
Huîtrier pie
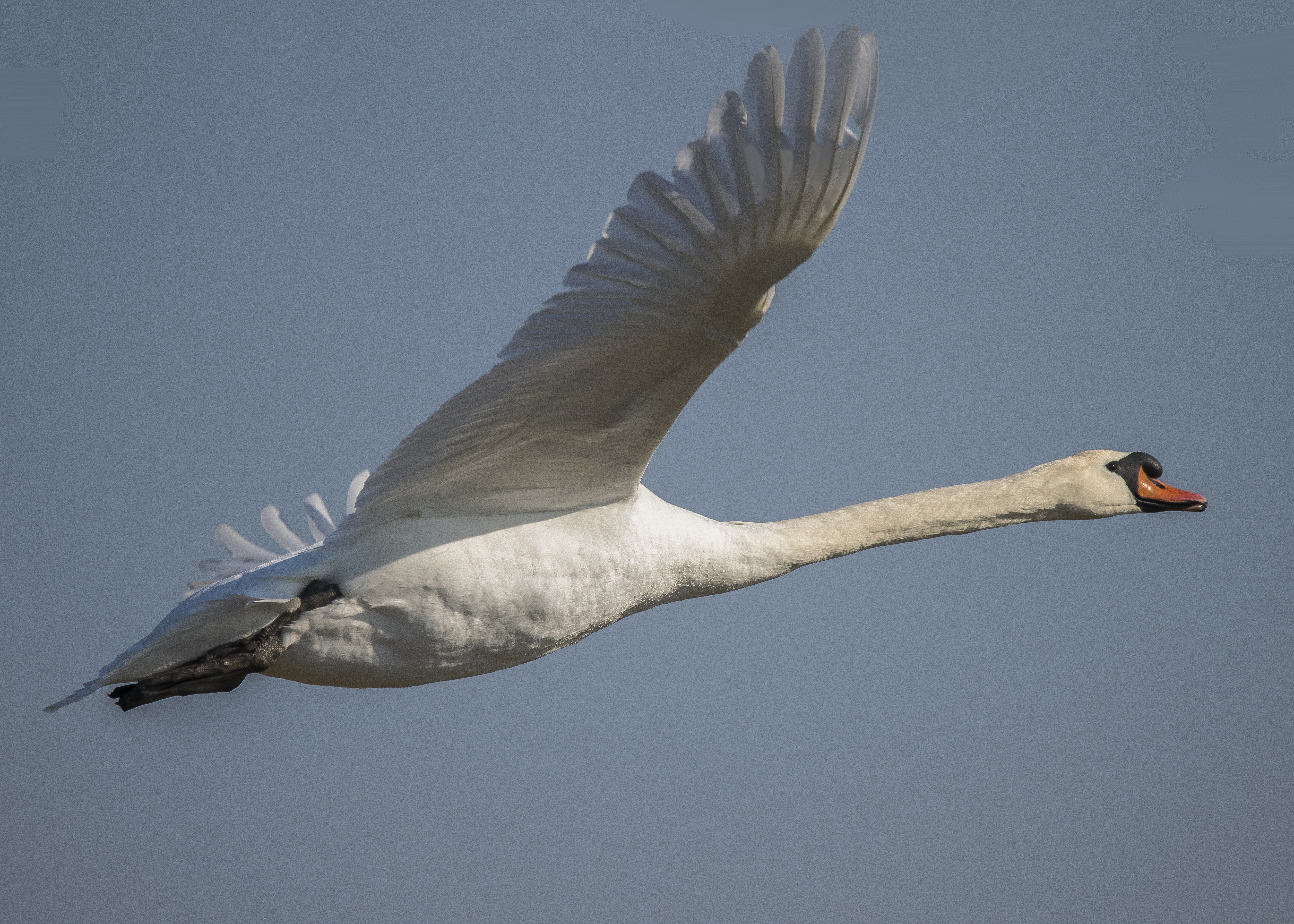
Cygne tuberculé